# Moustoir-Remungol
Ne doit pas être confondu avec Remungol.
Moustoir-Remungol [mustwaʁ ʁəmœ̃gɔl] est une ancienne commune française située dans le département du Morbihan, en région Bretagne, devenue, le 1er janvier 2016, une commune déléguée de la commune nouvelle d'Évellys.

## Géographie
La commune se trouve à 14 km au nord du chef-lieu de canton, Locminé, et à 10 km au sud de la sous-préfecture Pontivy.

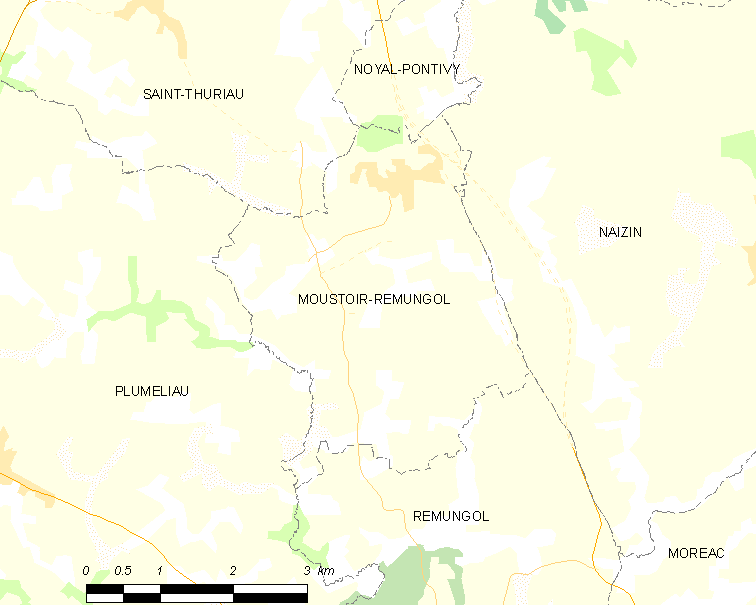
Carte de l'ancienne commune de Moustoir-Remungol et des communes avoisinantes.

L'ancienne commune du Moustoir-Remungol est limitée au nord-ouest par un affluent du Ruisseau de Coëthuan, qui la sépare de Saint-Thuriau ; ce dit ruisseau, qui coule approximativement nord-sud, traverse ensuite le finage communal approximativement en son milieu, avant de confluer avec l'Ével (affluent de rive gauche du Blavet), mais la limite sud de la commune avec Remungol passait un peu au nord de ce cours d'eau. Deux autres affluents de l'Ével, coulant aussi nord-sud, servaient aussi un temps de limite communale : à l'est le ruisseau de Belle-Chère (limite avec Naizin) et à l'ouest le ruisseau de Kergouët, qui formait la limite avec Pluméliau et est désormais la limite entre la commune nouvelle d'Évellys et Pluméliau.
Le territoire de cette ancienne commune forme pour l'essentiel un plateau incliné vers le sud, les altitudes les plus élevées se situant au nord (115 mètres au lieu-dit "Le Parlement" à la limite nord de la commune) et s'abaissant vers le sud (54 mètres à l'extrême sud là où le Ruisseau de Coëthuan quittait le territoire communal). Le bourg de Moustoir-Remungol, très excentré vers le nord au sein du finage communal, est vers 100 mètres d'altitude.
Le paysage agraire traditionnel de cette ancienne commune est celui du bocage avec un habitat dispersé en de nombreux écarts formés de hameaux (villages) et fermes isolées. Éloignée des grandes villes, Moustoir-Remungol n'est guère concerné par la rurbanisation et la périurbanisation, même si quelques modestes lotissements existent à l'est et à l'ouest du bourg traditionnel.
Cette ancienne commune était traversée par la Route nationale 167 allant de Vannes et Locminé au sud, vers Pontivy et Lannion en direction du nord ; cette route a été déclassée en route départementale (D 767), aménagée en voie express, qui traverse sa partie orientale. Le bourg de Moustoir-Remungol et le reste de son finage ne sont desservis que par des axes routiers secondaires, l'échangeur de Kerroux desservant toutefois aisément, à partir de la D 767, via la D 203, le bourg.
Moustoir-Remungol est jumelé avec le village allemand de Bermaringen, près de la ville d’Ulm.
Moustoir-Remungol possède une supérette, une déchetterie, une coiffeuse et de nombreux gîtes.

## Toponymie
Le toponyme Moustoir est issu du vieux-français moustier, lui-même dérivé du latin monasterium, rappelant que des Bretons y fondent au VIe siècle un petit monastère détruit par les Normands au Xe siècle. Il reste alors un petit village qu'on appelle L'Abbaye et un chemin surnommé le « chemin des Moines ».
Remungol est mentionné sous les formes Remugol aliàs Remungol  en 1264 , puis Remungol parrochia en 1273.
Le sens du toponyme Remungol est resté mystérieux et a donné naissance à des interprétations aussi nombreuses que fantaisistes : certaines propositions, édifiantes, datent du XVIIe siècle. Une étymologie populaire fait notamment référence à Notre-Dame de Remet-Oll (cadran solaire du porche sud de l'église, datant de 1638, traduit aux fonts baptismaux en 1660 : « A Notre-Dame de Tout Remède »). Des hypothèses issues du celticisme du XIXe siècle proposent comme origine "Ru mein goll" (pierre rouge de lumière), ayant pu faire évoquer des sacrifices païens. On trouve aussi Ru mein guenol (pierre rouge de Guénolé) ou "Ruz men goolou deiz" (pierre rouge à la lumière du point du jour). Remungol, Remengol en breton, est à mettre en relation avec le toponyme Rumengol dans le Finistère.

## Histoire

### Préhistoire et Antiquité
Une chambre préhistorique de forme ovoïdale fut découverte en 1930 à Talhouët.
Aucun vestige celtique ou gallo-romain n'a été pour l'instant trouvé sur le territoire de cette ancienne commune.

### Moyen-Âge
Le nom de Moustoir (Er monstoër) atteste d’une présence monastique confirmée par la toponymie : un ancien village est dénommé Labati (« L'abbaye » en français) et un ancien chemin est dénommé le « Chemin des moines ».
L'union de Moustoir à Remungol est attestée avant le XVe siècle.
Selon un aveu de 1471, Moustoir-Remungol était, au sein de la Vicomté de Rohan, une des 46 paroisses ou trèves de la seigneurie proprement dite de Rohan.

### Temps modernes

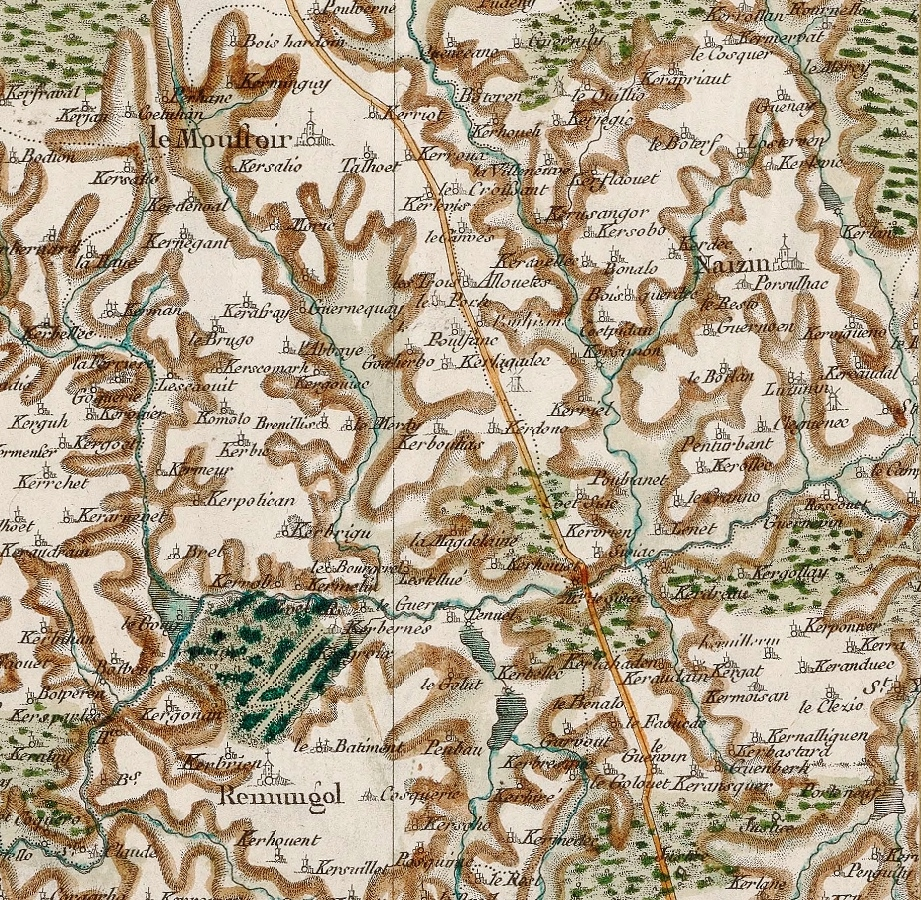
Carte de Cassini de la future commune nouvelle d'Évellys (paroisses de Naizin et Remungol et trève du Moustoir) datant de 1789.

Les paroissiens du Moustoir, alors une simple trève, acceptaient difficilement l'autorité du recteur de Remungol, d'être obligé de s'y rendre pour les grands événements de la vie (baptêmes, mariages et enterrements) et de devoit verser la dîme au dit recteur. Une longue lutte, illustrée par de nombreux procès, a opposé jusqu'à la Révolution les deux paroisses.
L'église Saint-Gorgon, en forme de croix latine, mais sans style, a été entièrement refaite au début du XVIIe siècle ; sa nef et son chœur datent du XVIIIe siècle ; la sacristie est postérieure (1830).

### Révolution française
Le Moustoir est séparé de Remungol durant la Révolution française en 1790 lors de la création des communes. En 1793 la commune prend le nom de "Moustoir-Remungol" pour se différencier de celle de Moustoir-Ac et elle est rattachée au canton de Pluméliau.
Émile Sageret écrit que vers 1798 « depuis Pontivy jusqu'à Locminé, tous les jeunes gens étaient aux chouans, disait-on, sauf à Noyal-Pontivy où les royalistes ne comptaient encore aucune recrue et au Moustoir-Remungol  où il n'y en avait que deux ».
La commune est englobée en 1800 dans l'arrondissement de Pontivy. En 1801, elle prend le nom de "Le Moustoir-Remungol" et passe dans le canton de Locminé et retrouve son titre de paroisse en 1802.
Yves Le Mansour, né le 7 mai 1748 au village de Kermérian, devenu prêtre auxiliaire à Languidic, ne prêta pas le serment de fidélité à la Constitution civile du clergé ; il survécut à la Grande Terreur de 1793-1794 ; à la fin de 1795, il exerce clandestinement son ministère dans la Presqu'île de Rhuys , puis à l'Île-aux-Moines où il fut arrêté le 5 décembre 1795 ; condamné à mort par le tribunal criminel de Vannes le 31 décembre 1795, il fut guillotiné le lendemain.

### LeXIXesiècle
Le 3 mai 1834 cinq chouans armés furent vus dans le bourg de Moustoir-Remungol. Le lendemain is se réunirent à Naizin au nombre de quinze et tirèrent plusieurs coups de fusil. Le Courrier du Midi écrit que « l'inquiétude renaît dans les campagnes, où les réfractaires et les anciens chouans reparaissent de nouveau (...) ; on assure que Guillemot les dirige dans le nord du département du Morbihan ». Le même journal écrit que « les chouans commencent à reparaître dans [le] département ; il y a peu de jours, dix-neuf hommes, armés de fusils, pistolets et poignards, ont parcouru le bourg de Saint-Nicolas, près le Blavet. Au bâtiment de l'éclusier, ils ont forcé le sieur Templier de leur remettre son fusil à deux coups ».
Le 15 juillet 1843 trois gendarmes de la brigade de Moustoir-Remungol tentèrent d'arrêter trois réfractaires dans le village de Briero (probablement Bréguéro, en Remungol) ; ces derniers tuèrent d'un coup de fusil l'un des gendarmes et parvinrent à prendre la fuite. Le 9 août 1845 une bande d'une quarantaine d'hommes armés de fusils ou de pistolets (plusieurs venant de la région de Plumelin, Auray et Sainte-Anne-d'Auray), se rassembla dans le bois de Coëthuan, entre Saint-Thuriau et Moustoir-Remungol : ces « bandits » (probablement des chouans légitimistes) avaient auparavant envahi des maisons et rançonné leurs habitants, principalement à Saint-Thuriau
A. Marteville et P. Varin, continuateurs d'Ogée, décrivent ainsi Moustoir-Remungol en 1853 :

« Moustoir-Remungol ; commune formée de l'ancienne trève de Remungol ; aujourd'hui succursale ; brigade de gendarmerie à pied. (...) Principaux villages : Bois-Hardouin, Farlouët, Kerlevis, Kermainguy, Kerfolio, Kergiquel, Moric-Kernégan, Ketmaux, Kerafrais, Guernecay, Poche-Legof, Poulfant, le Scahouet, Kerscomar, Bernilis. Superficie totale 1 241 hectares 88 ares, dont (...) terres labourables 550 ha, prés et pâturages 111 ha, bois 39 ha, vergers et jardins 40 ha, landes et incultes 461 ha (...). Moulin de Kergouet ; à eau. L'étang de Kergouet, qui sert de limite ouest à une partie de cette commune, est en Pluméliau, et non en Moustoir-Remungol, bien que le moulin qu'il alimente fasse partie de cette dernière commune. On parle le breton »

### LeXXesiècle

#### La Première Guerre mondiale
Le monument aux morts de Moustoir-Remungol porte les noms de 37 soldats morts pour la France pendant la Première Guerre mondiale ; parmi eux 3 sont morts en Belgique dès le 22 août 1914 (Jean Le Gal et Jean Le Peticorps à Maissin et Jean Le Métayer à Rossignol) ; Jean Vessier est aussi mort en Belgique, mais le 19 octobre 1914 à Roeselare ; Joseph Le Loir est mort en 1915 alors qu'il était en captivité en Allemagne et Mathurin Jicquel, soldat de l'Armée d'Orient, en 1916 dans l'actuelle Macédoine du Nord ; tous les autres sont morts sur le sol français, dont Henri Jegouzo et François Lorcy, tous deux décorés à la fois de la Médaille militaire et de la Croix de guerre .

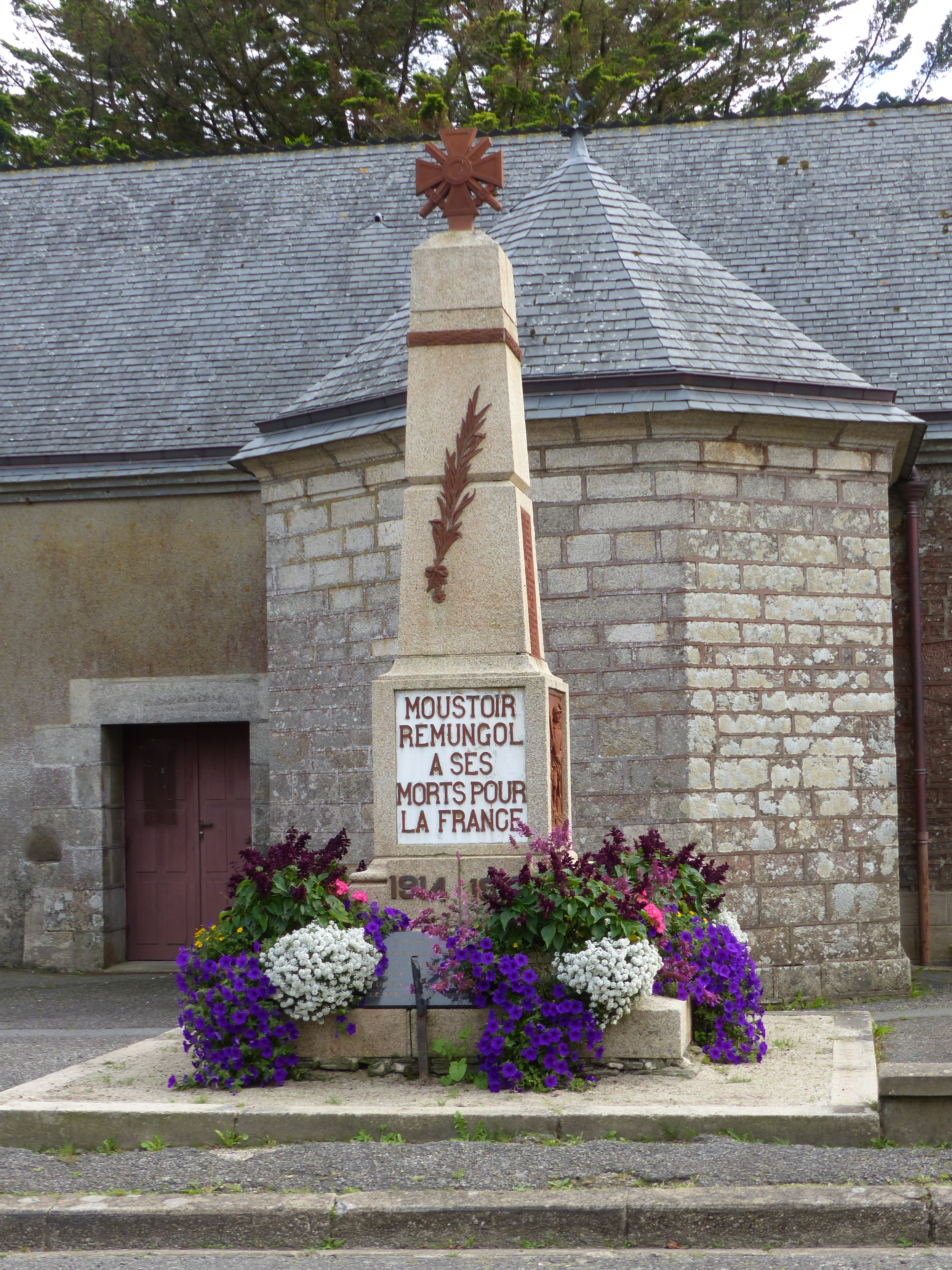
Le monument aux morts de Moustoir-Remungol : vue d'ensemble.
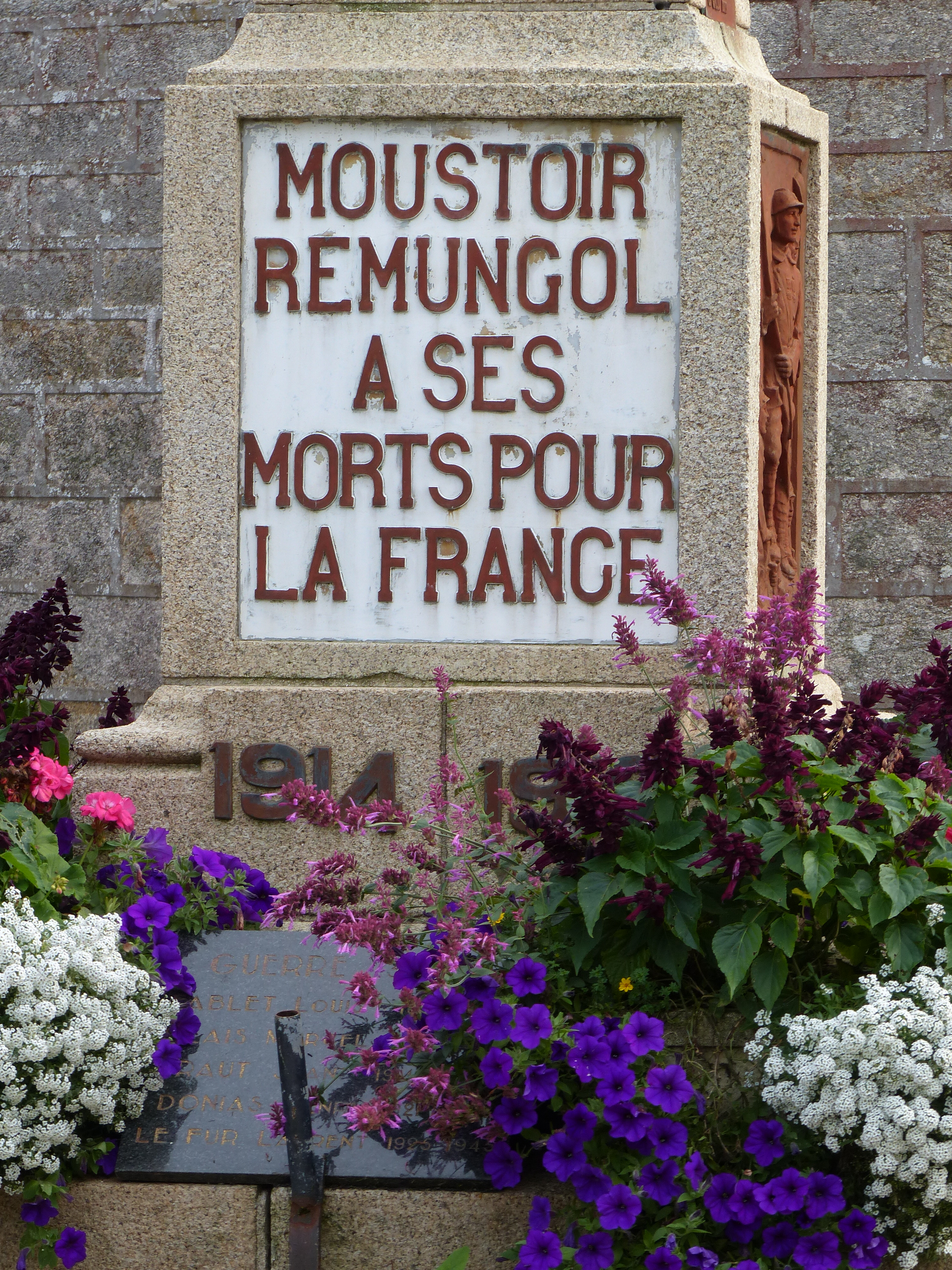
Le monument aux morts de Moustoir-Remungol (face avant, détail).
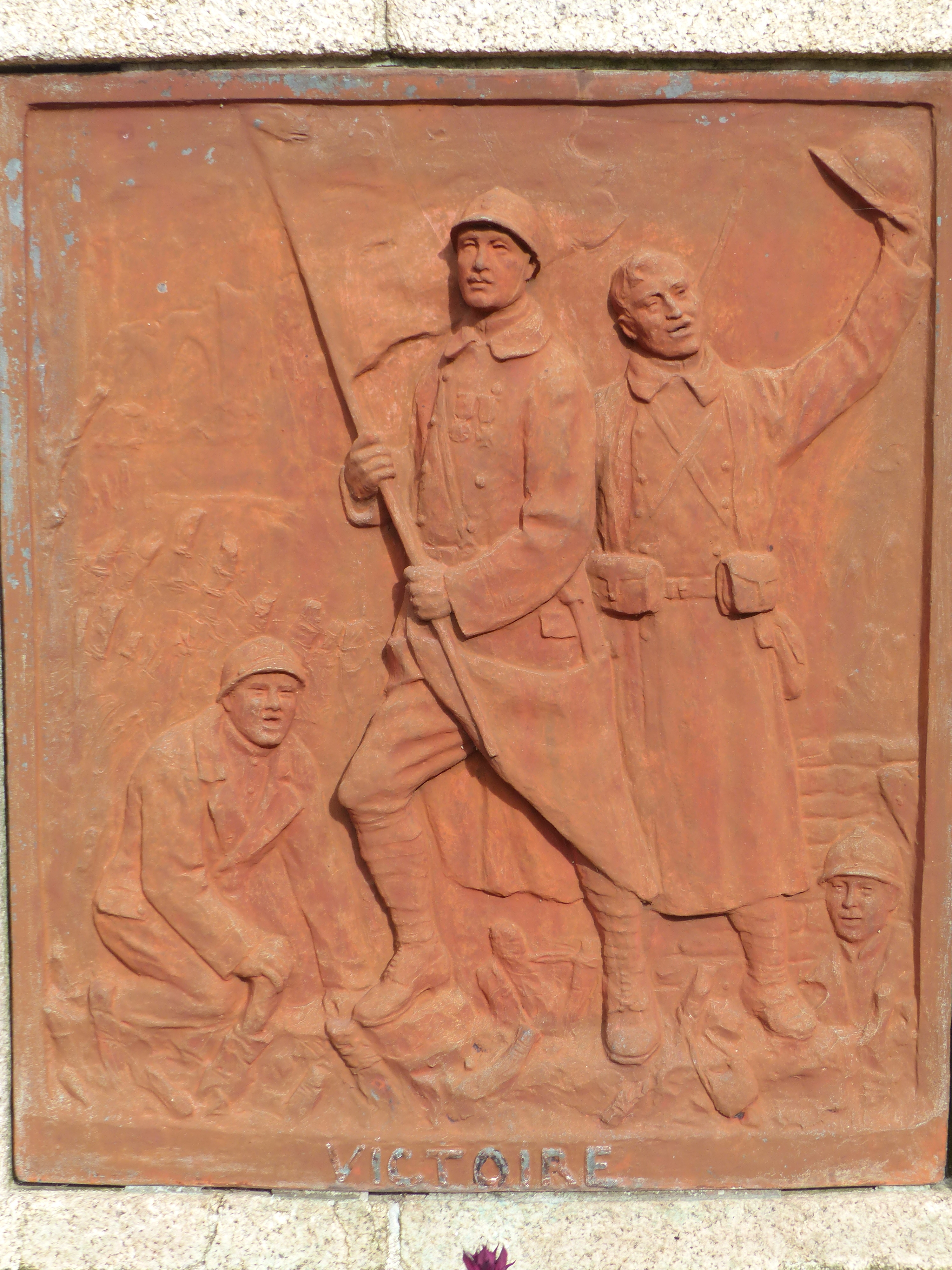
Le monument aux morts de Moustoir-Remungol (bas-relief de l'unun des côtés).

#### L'Entre-deux-guerres

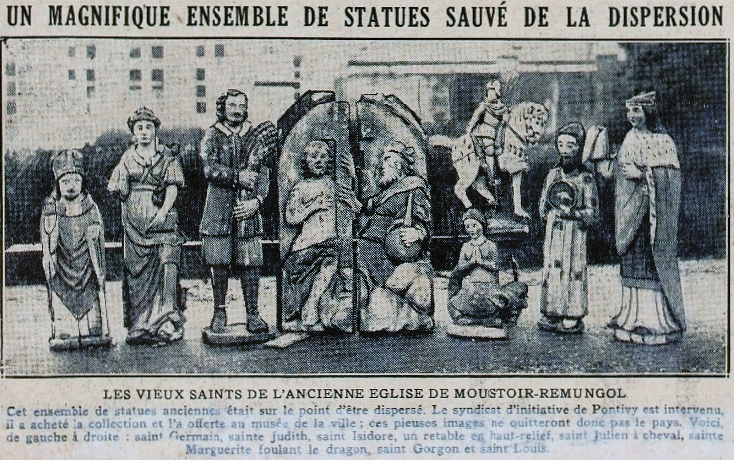
Des statues anciennes de l'ancienne église de Moustoir-Remungol sauvées de la dispersion (journal Excelsior du 11 novembre 1929).

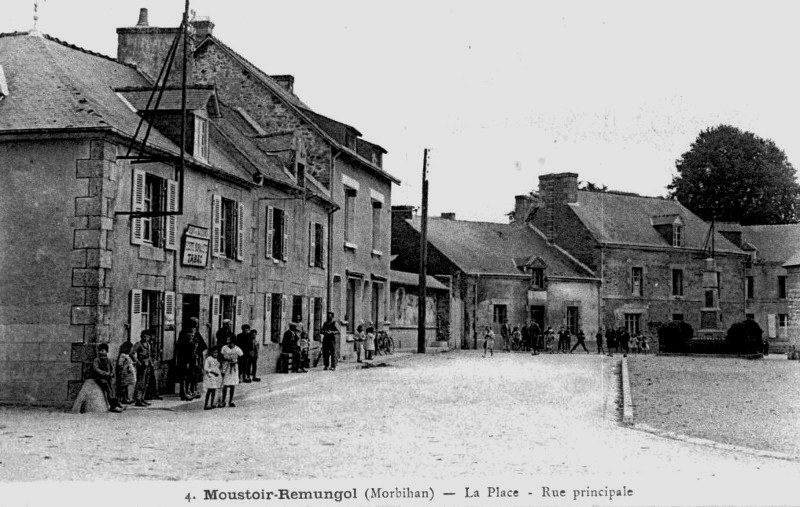
La place du bourg de Moustoir-Remungol vers 1920.
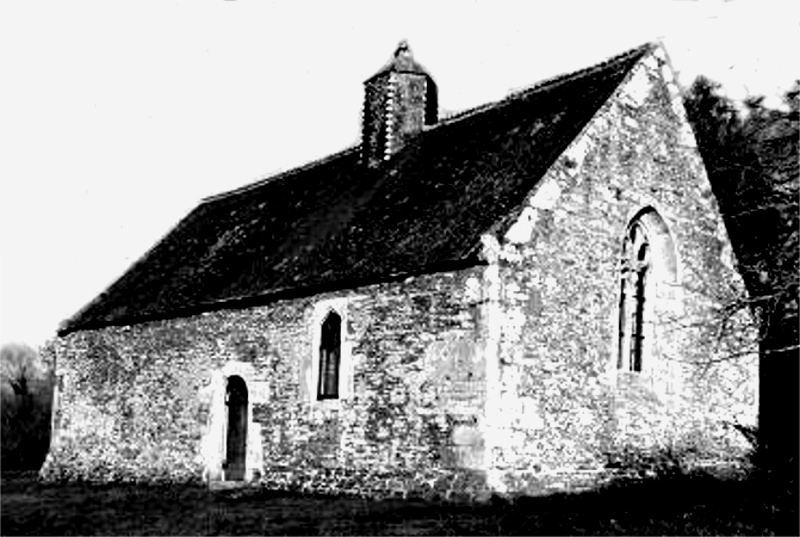
La chapelle Notre-Dame-des-Fleurs vers 1920.

En septembre 1921 un violent incendie se déclara dans le bourg de Moustoir-Remungol alors que de nombreux habitants s'étaient rendus à la foire de Pontivy ; « huit fermes ont été la proie des flammes ; il a fallu, faute d'eau, alimenter les pompes [à incendie] avec du cidre ».
En 1929 des statues anciennes de l'ancienne église de Moustoir-Remungiol furent in-extemis sauvées de la dispersion en étant rachetées par le musée de Pontivy

#### La Seconde Guerre mondiale
Le monument aux morts de Moustoir-Remungol porte les noms de 5 personnes mortes pour la France pendant la Seconde Guerre mondiale ; parmi elles trois résistants : François Glais, fusillé en 1944 entre Moustoir-Remungol et Remungol ; Louis Fablet, fusillé le 22 mai 1944 à Saint-Avé ; Henri Donias,, alias capitaine Georges, fusillé le 25 mai 1944 dans la Citadelle de Port-Louis ; Jean Rault, résistant, est tué le 23 mars 1945 lors des combats de la Poche de Lorient ; Laurent Le Fur est mort en 1945 dans des circonstances non précisées.

### LeXXIesiècle
Moustoir-Remungol fusionne avec les communes de Naizin et Remungol au sein de la commune nouvelle d'Évellys le 1er janvier 2016.

## Politique et administration
| Période                                  | Période              | Identité                | Étiquette | Qualité                                                                                   |
| ---------------------------------------- | -------------------- | ----------------------- | --------- | ----------------------------------------------------------------------------------------- |
| Les données manquantes sont à compléter. |                      |                         |           |                                                                                           |
| avant 1811                               | 1811                 | Pierre Le Maguet        |           | Cultivateur.                                                                              |
| avant 1815                               | 1816                 | Pierre Clequin.         |           | Cultivateur.                                                                              |
| 1816                                     | 1828                 | Vincent Robic           |           | Cultivateur.                                                                              |
| 1828                                     | 1839                 | Jean-Marie Clequin      |           | Cultivateur. Fils de Pierre Clequin, maire avant 1816.                                    |
| 1841                                     | 1865                 | Mathurin Le Roy         |           | Propriétaire cultivateur.                                                                 |
| 1865                                     | 1871                 | Mathurin Le Paih        |           | Cultivateur.                                                                              |
| 1871                                     | 1884                 | Jean-François Le Maguet |           | Cultivateur.                                                                              |
| 1884                                     | 1900                 | Jean-Marie Le Paih      |           | Cultivateur. Fils de Mathurin Le Paih, maire entre avant 1870 et 1871.                    |
| 1900                                     | 1927                 | Mathurin Le Dain        |           | Cultivateur. Chevalier de la Légion d'honneur.                                            |
| Les données manquantes sont à compléter. |                      |                         |           |                                                                                           |
| avant 1932                               | après 1937           | Boniface Geffroy        |           |                                                                                           |
| 1945                                     |                      | Jean Geffroy            |           | Cultivateur Maire de Milon-la-Chapelle (Yvelines) en 1968                                 |
| Les données manquantes sont à compléter. |                      |                         |           |                                                                                           |
| mai 1945                                 | mars 1965            | Pierre Héno             | SFIO      |                                                                                           |
| mars 1965                                | janvier 1980 (décès) | Léon Onno               |           | Boucher-charcutier Adjoint au maire (1959 → 1965)                                         |
| mars 1980                                | mars 1989            | Désiré Adenys           |           | Agent technique agricole retraité, maire honoraire Premier adjoint au maire (1977 → 1980) |
| mars 1989                                | mars 2008            | Jean-Hugues Auffret     | DVD       | Agriculteur                                                                               |
| mars 2008                                | maire 2014           | Alain Binard            |           | Retraité France Télécom, maire honoraire                                                  |
| mars 2014                                | 31 décembre 2015     | Jacques Le Mouël        |           | Retraité des Finances                                                                     |

La création de la commune nouvelle d'Évellys entraîne la création d'une commune déléguée gérée par un maire délégué :
| Période                                  | Période  | Identité                                                                                              | Étiquette | Qualité |
| ---------------------------------------- | -------- | --- | --------- | ------- |
| 1er janvier 2016                         | En cours | Jacques Le Mouël par dérogation du 1er au 5 janvier confirmé par délibération municipale le 5 janvier | -         |         |
| Les données manquantes sont à compléter. |          | |           |         |

## Démographie
L'évolution du nombre d'habitants est connue à travers les recensements de la population effectués dans la commune depuis 1793. À partir du 1er janvier 2009, les populations légales des communes sont publiées annuellement dans le cadre d'un recensement qui repose désormais sur une collecte d'information annuelle, concernant successivement tous les territoires communaux au cours d'une période de cinq ans. 
Pour les communes de moins de 10 000 habitants, une enquête de recensement portant sur toute la population est réalisée tous les cinq ans, les populations légales des années intermédiaires étant quant à elles estimées par interpolation ou extrapolation. Pour la commune, le premier recensement exhaustif entrant dans le cadre du nouveau dispositif a été réalisé en 2007,.
En 2013, la commune comptait 671 habitants, en évolution de +9,11 % par rapport à 2008 (Morbihan : +3,47 %, France hors Mayotte : +2,49 %).
| 1793  | 1800 | 1806  | 1821  | 1831  | 1836 | 1841 | 1846 | 1851 |
| ----- | ---- | ----- | ----- | ----- | ---- | ---- | ---- | ---- |
| 1 000 | 908  | 1 037 | 1 012 | 1 042 | 968  | 951  | 953  | 964  |

| 1856 | 1861 | 1866 | 1872 | 1876 | 1881 | 1886 | 1891 | 1896 |
| ---- | ---- | ---- | ---- | ---- | ---- | ---- | ---- | ---- |
| 960  | 927  | 930  | 901  | 894  | 911  | 932  | 944  | 957  |

| 1901 | 1906 | 1911 | 1921 | 1926 | 1931 | 1936 | 1946 | 1954 |
| ---- | ---- | ---- | ---- | ---- | ---- | ---- | ---- | ---- |
| 959  | 978  | 915  | 870  | 861  | 855  | 842  | 834  | 851  |

| 1962 | 1968 | 1975 | 1982 | 1990 | 1999 | 2007 | 2011 | 2013 |
| ---- | ---- | ---- | ---- | ---- | ---- | ---- | ---- | ---- |
| 902  | 844  | 725  | 646  | 617  | 634  | 608  | 649  | 671  |

## Culture et patrimoine

### Lieux et monuments
- Église Saint-Gorgon (située dans le centre du bourg, dédiée à saint Gorgon) qui date du XVIe au XVIIIe siècle. Édifice en forme de croix latine et en granite, il a été entièrement refait, sans style, au début du XVIIe siècle, les seuls éléments conservés de l’ancien édifice étant quelques pierres sculptées et la fenêtre du croisillon sud au réseau dessinant une fleur de lys[27]. L'aspect extérieur classique régional tranche avec le décor de stuc intérieur, peint de compartiments en faux marbre , composé d'éléments disparates et d'âges divers (charpente à sablières grossièrement sculptées datant de la reconstruction, nef et chœur du XVIIIe siècle[28], sacristie des années 1830, clocher datant du XVIIIe siècle mais reconstruit en 1920 et coiffé d’une lèche en pierre en 1923[29]). L’édifice abrite trois retables en bois du XVIIe au XVIIIe siècle : le triptyque du chœur présente au centre la descente du Saint-Esprit[30] et aux extrémités les niches qui abritent les statues d'un saint pape (peut-être saint Cornély) et d'un saint ermite (sans doute saint Antoine) ; le retable nord est voué à sainte Catherine[Note 14], le retable sud dédié à Notre Dame du Rosaire. La grille du XVIIIe siècle qui ferme le baptistère est en bois, mais donne l'illusion du fer forgé. La fontaine de dévotion (1767) qui se trouvait primitivement à proximité de la tour du clocher de l'église, a été déplacée et restaurée en 1926. On descend à l'intérieur de cette fontaine, encadrée de deux murets, par un escalier de six marches. De chaque côté du bassin se dresse la statue de la Trinité et celle de saint Jacques pèlerin couvert d'un chapeau campaniforme[Note 15] muni de la jugulaire à glands, associé au port de la cotte et du surcot long. On peut y lire l'inscription « faite par Mre Le Roy Ptre/Tit du Saint Esprit/de Talhouët ». La croix, située derrière l'église et qui date de 1767, a un soubassement orné d'une corniche moulurée, portant le socle, le fût polygonal et la croix sculptée en relief du corps du Christ ; sous ses bras, sont figurés la Vierge et saint Jean[10].

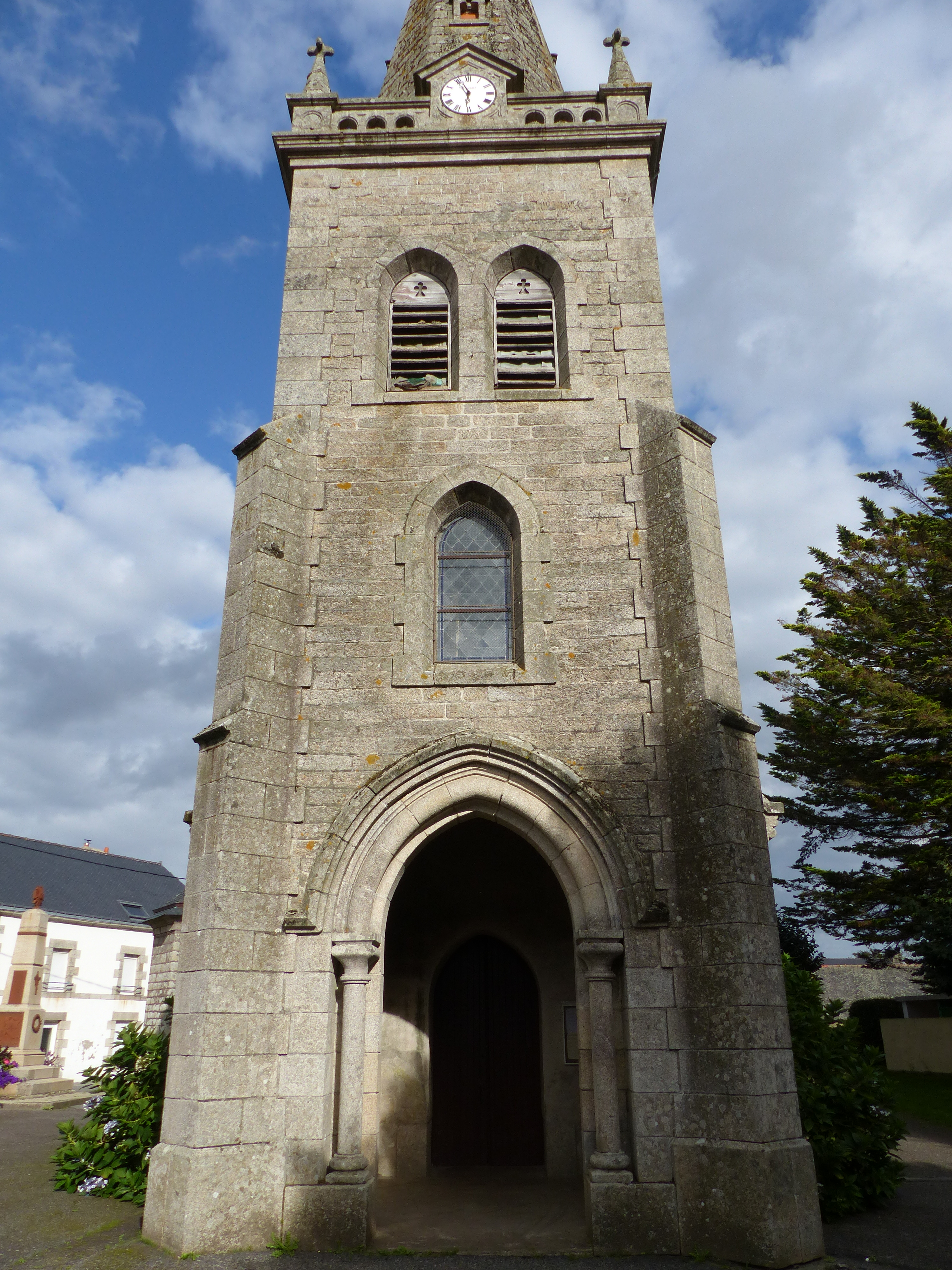
La façade de l'église paroissiale Saint-Gorgon.
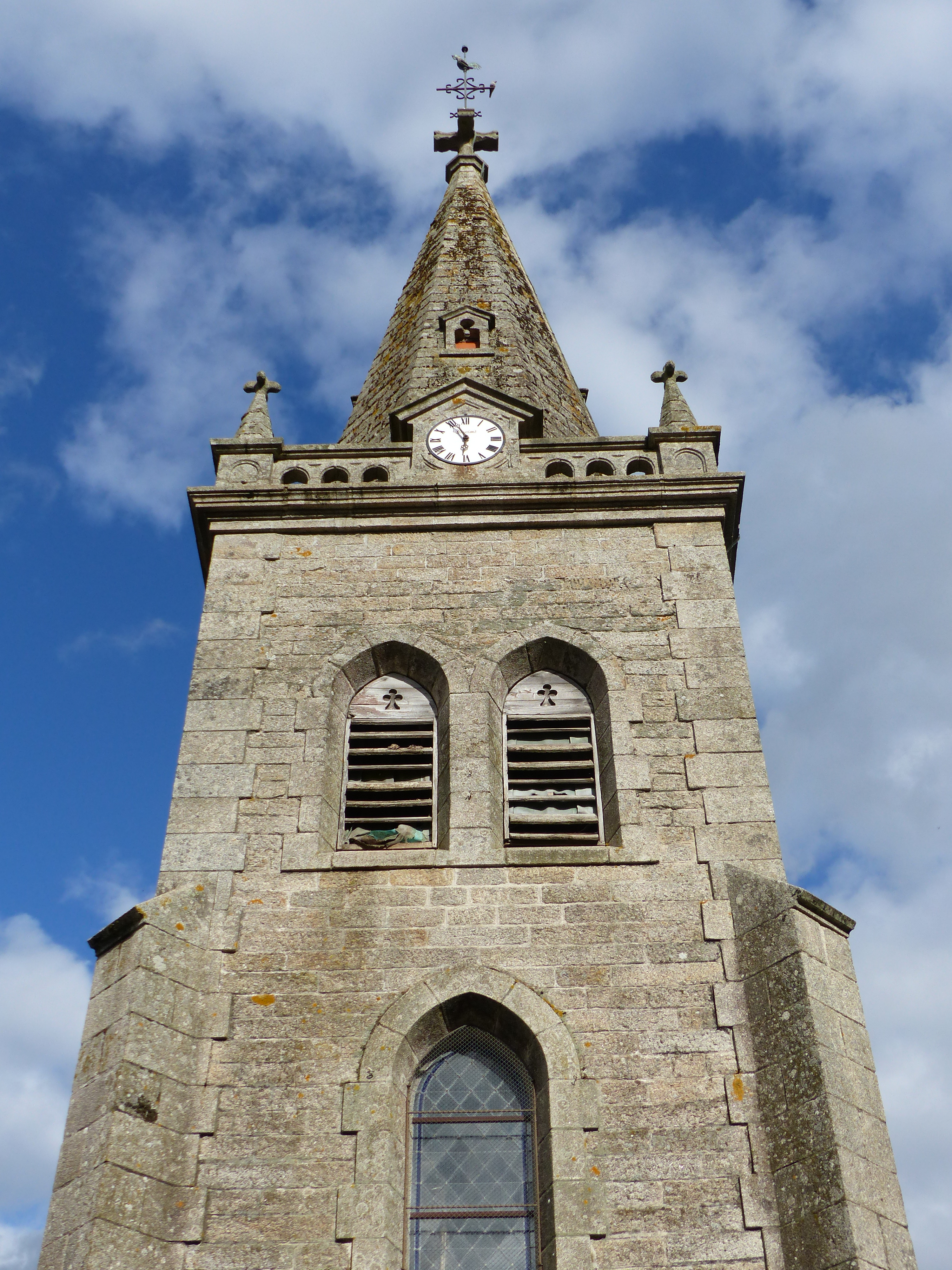
Le clocher de l'église paroissiale Saint-Gorgon.
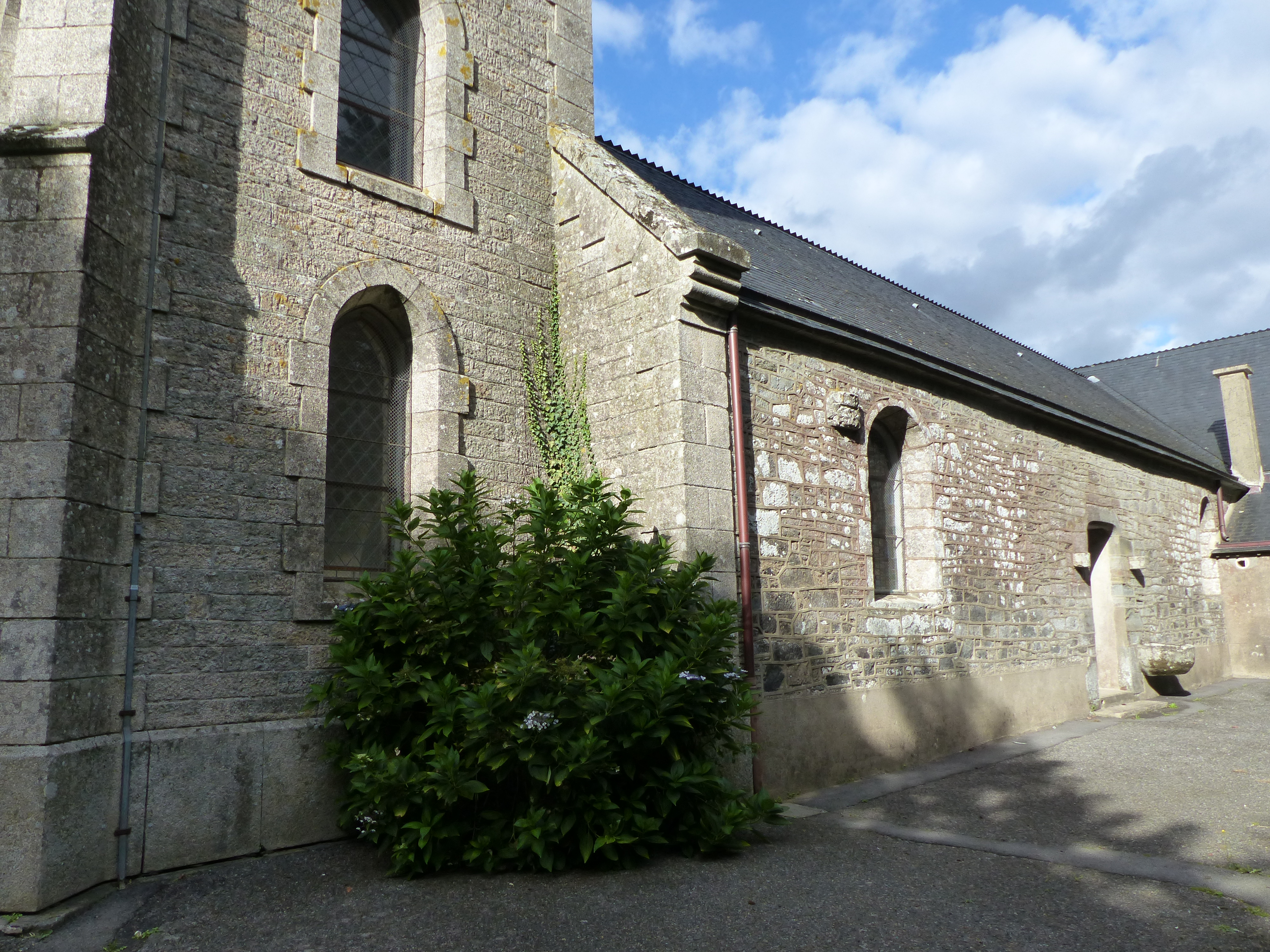
Le flanc sud de l'église paroissiale Saint-Gorgon.
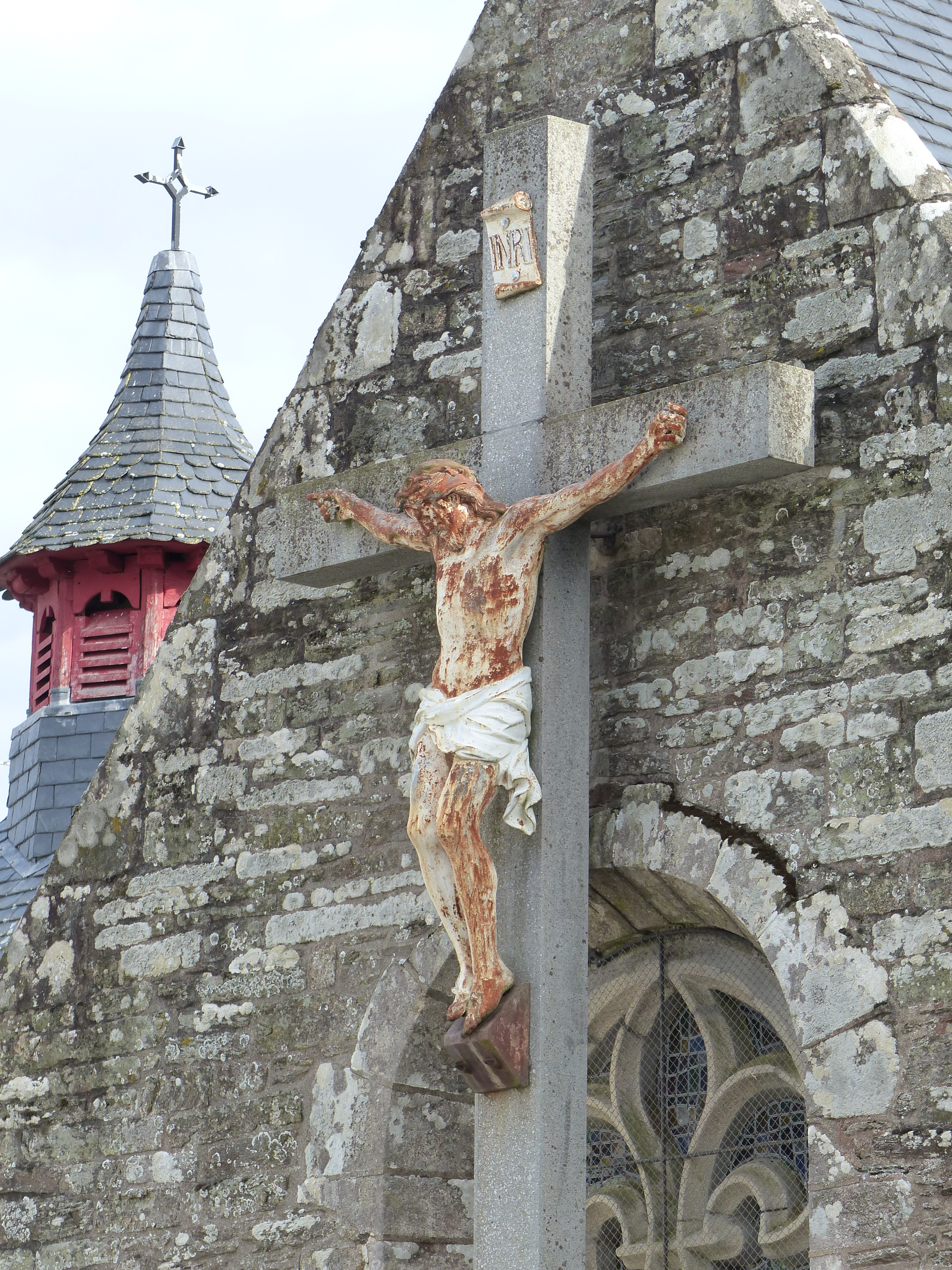
Christ en croix apposé le long de l'un des murs de l'église paroissiale.
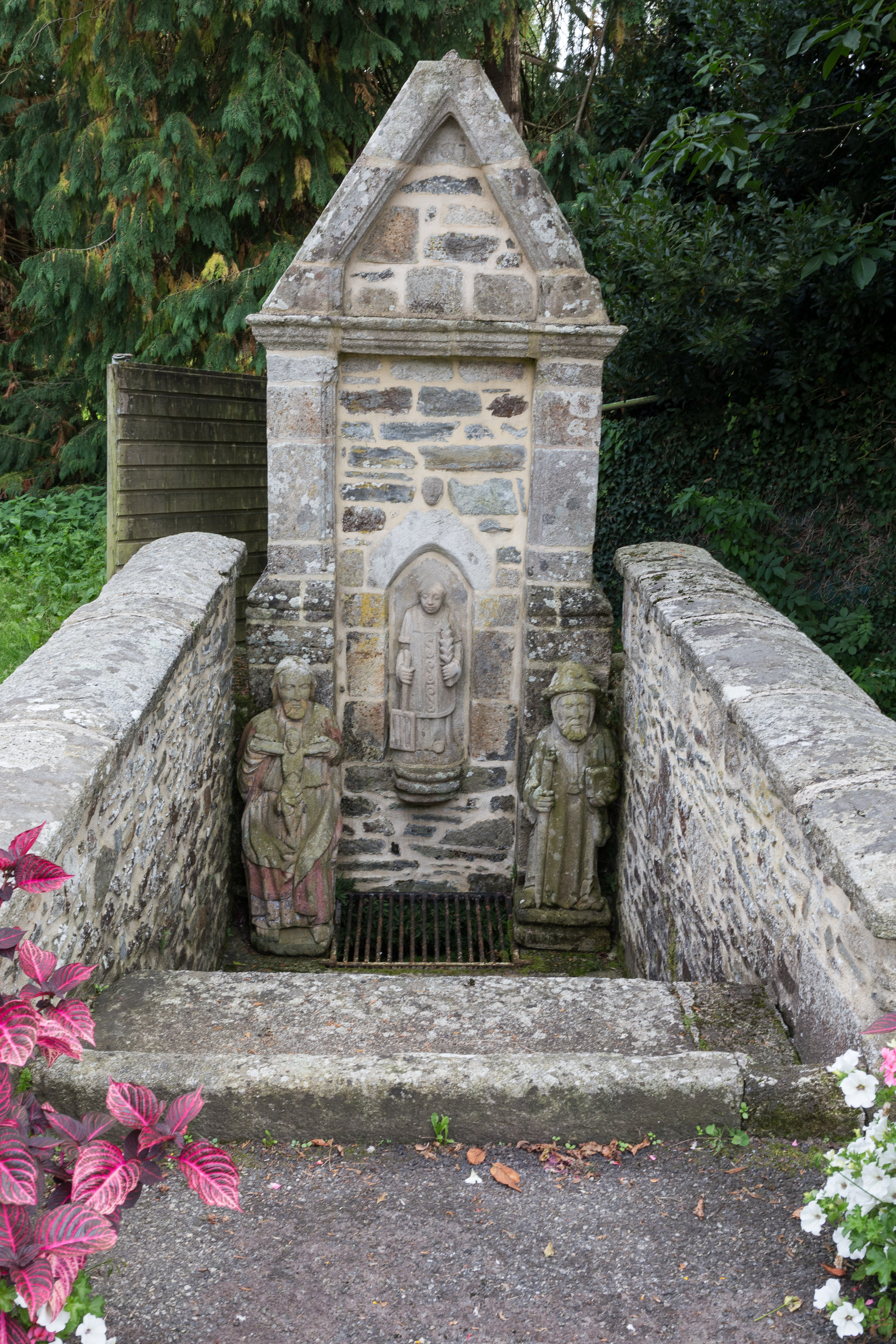
La fontaine de dévotion près de l'église paroissiale.

- Chapelle Notre-Dame-des-Fleurs (chapelle de Moric), construite entre 1490 et 1500 pour un seigneur de Kermavan. L'édifice, construit en petit moellons de schiste, est consolidé aux angles par un gros appareil de granit. Les murs de la nef sont blanchis à la chaux et le sol est dallé de schiste. Même si la dédicace de la chapelle est bien Notre-Dame des Fleurs, c'était le lieu de dévotion des mères qui venaient y évoquer sainte Émérentienne pour leurs enfants souffrant de douleurs intestines. Le pardon est fixé au cinquième dimanche après Pâques. Si le lambris de la voûte a disparu, a été conservée la charpente assise sur des entraits engoulés (à têtes de crocodile) et des têtes de blochets coupés sur les sablières. La toiture est refaite en 1929. La statuaire (Sainte-Émérentienne, Saint-Marc, Saint-Antoine, Saint-Corentin et de Saint-Yves, ainsi qu'une petite Vierge « hanchée », Notre-Dame-des-Fleurs) date du XVe au XVIIe siècle mais est entièrement restaurée en l'an 2000. Deux vitraux sont créés en 2011 par David Tremlett à la suite de son intervention en 2008 et 2009 dans le cadre de l'Art dans les chapelles[31].
- L'ossuaire date de 1823, mais situé d'abord près de l'église, il a été déplacé lors de la translation du cimetière (situé jusque-là dans l'enclos paroissial).
- La chapelle du Sacré-Cœur (ou chapelle Saint-Sauveur) de Kermaux date de 1890.
- Le calvaire de Talhouët date du XVIIe siècle ; il était alors situé à proximité de la chapelle du Saint-Esprit, disparue depuis.
- Les manoirs du Bois-Hardouin (XVIIIe siècle), de Kerjiquel, du Poulfang (XVe siècle), de Talhouët (XVIIe siècle[32].
- Champignonnières.
- Station de méthanisation.